# Jindřich II. Babenberský
Jindřich II. Babenberský zvaný též Jindřich Jasomirgott (německy Heinrich II. Jasomirgott; 1107/1114 — 13. ledna 1177) z rodu Babenberků byl jako Jindřich IV. falckrabě rýnský (1140–1141), rakouský markrabě v letech 1141–1156, bavorský vévoda v letech 1143–1156 a od roku 1156 vévoda rakouský.

## Život

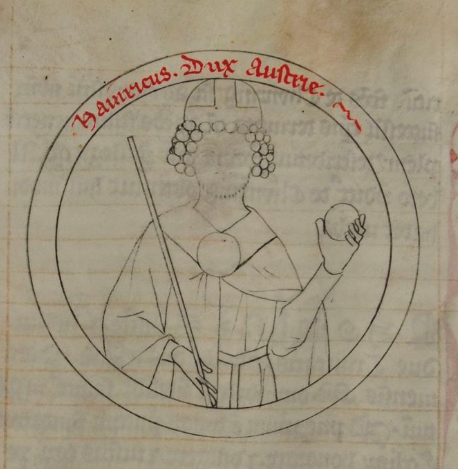
Jindřich Jasomirgott (Liber Fundatorum Zwetlensis)

### Mládí a první léta vlády
Narodil se jako druhý syn rakouského markraběte Leopolda III. a Anežky z Waiblingenu, dcery německého císaře Jindřicha IV. a sestry císaře Jindřicha V. Jeho otec byl později svatořečen a v 17. století prohlášen za rakouského národního patrona. Matka byla vdovou po Fridrichu Štaufském. Jindřich tak byl spřízněn s předními říšskými rody. Byl nevlastním bratrem německého krále Konráda III. a strýcem pozdějšího císaře Fridricha Barbarossy.
Poté, co byl Konrád III. v roce 1138 zvolen německým králem, udělil vévodství bavorské Leopoldu IV. Jindřich se již dříve stal držitelem statků své matky v Porýní a jeho postavení bylo posíleno, když se v roce 1140 stal falckrabím rýnským.

### Boje o bavorské vévodství
Když bavorský vévoda Leopold 18. října 1141 nečekaně zemřel, získal Bavorsko jeho starší bratr Jindřich Jasomirgott. Aby otupil hroty nepřátelství s Welfy, uzavřel v květnu 1142 „politický sňatek“ s Gertrudou, vdovou po zemřelém bavorském vévodovi Jindřichu Pyšném a dcerou zemřelého císaře Lothara III. Naděje, že Jindřich Lev akceptuje svou matku jako bavorskou vévodkyni a že také Welf VI. nebude proti své (bývalé) švagrové nic podnikat, se zdály oprávněné. Avšak smrt Gertrudy po porodu dcery 18. dubna 1143 vedla k tomu, že už po necelém roce došlo ke ztroskotání tohoto plánu. A tak i když Jindřich Lev už po navrácení Saska nároky na Bavorsko dále nevznášel, pokračoval v zápase jeho strýc Welf VI. Spory o vévodství bavorské mezi Welfy na jedné a Babenberky a Štaufy na druhé straně dále pokračovaly. Při bojích Jindřich neušetřil ani statky svého bratra, biskupa ve Freisingu.
| „                 | Markrabě se proto rozlítil, shromáždil obrovské vojsko a vstoupil s ním na naše území, zmocnil se množství církevních důchodů, a nakonec dokonce pobořil opevnění našeho města kvůli některým jeho obyvatelům, kteří prý byli Welfovými přívrženci. | “ |
| — Ota z Freisingu | |   |

V následujících letech mohl Welf VI. počítat s podporou uvnitř i vně Bavorska. Na jeho straně stáli štýrský vévoda Otakar III., jehož matka pocházela z rodu Welfů, uherský král Gejza II. a možná i Fridrich Barbarossa, který byl synovcem jak Welfa, tak i císaře Konráda III. Jindřich měl dosud podporu salcburského arcibiskupa Konráda a také mohl počítat s ostatními bavorskými biskupy. Avšak spor s řezenským biskupem Jindřichem přinesl vážné oslabení jeho pozice. Zatímco Jindřich, podpořený svým švagrem, českým knížetem Vladislavem, soustředil své vojenské akce na Řezno, vpadlo štýrské vojsko do Rakouska a způsobilo tam těžké škody. Mnoho hněvu vyvolalo české vojsko, které při svém vpádu na území řezenského biskupství neušetřilo ani kostely. Hladomor, který propukl, ještě znásobil všeobecnou nouzi. Poměry byly tak zlé, že dokonce sám salcburský arcibiskup Konrád spolu se svým sufragánem řezenským biskupem Jindřichem vyhlásil nad českým knížetem, bavorským vévodou, stejně jako i nad jejich hlavními straníky Otou z Wittelsbachu a Fridrichem z Bogenu církevní klatbu. Tuto klatbu potvrdil sám papež Evžen III. V této situaci zasáhl král Konrád, který svolal v červenci do Řezna dvorský sněm, na kterém se mu podařilo prosadit ukončení ničivých bojů.
Brzy poté se Jindřich zapletl do sporů s Uherskem. Důvodem sporů byl Boris, údajný syn uherského krále Kolomana a jeho druhé manželky Eufemie, který v roce 1146 opětovně vystoupil se svými nároky na uherský trůn. Z jeho návodu přepadli rakouští šlechtici důležitou uherskou pohraniční pevnost Prešpurk. Uherský král je odtud vypudil, protože Jindřich, zaneprázdněný v Bavorsku, jim nemohl nijak pomoci. Gejza podněcovaný Welfem VI. se s tímto úspěchem nespokojil. Přichystal velký protiúder a v září 1146 připravil Jindřichovi na řece Fischa těžkou porážku. Po této porážce se situace Babenberků stávala kritickou. Teprve vyhlášení druhé křížové výpravy, ke které se připojil jak císař Konrád III., markrabě Jindřich II. Babenberský i představitelé welfské strany v čele s Welfem VI., situaci v Bavorsku uklidnilo.

### Křížová výprava

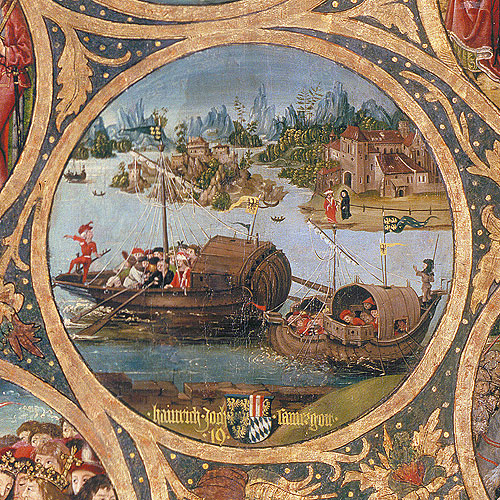
Jindřich II. Babenberský na křížové výpravě

Spolu s králem Konrádem přijali výzvu ke křížové výpravě přední představitelé Říše. Zúčastnili se mimo jiné bavorský vévoda a rakouský markrabě Jindřich, český kníže Vladislav II., štýrský markrabě Otakar III., hrabě Bernard z Trixenu a mnozí další, jakož i Welf VI. a Fridrich Barbarossa.
Z Konstantinopole vyrazilo německé vojsko napříč Malou Asií, která byla z větší části pod tureckou vládou. O to složitější zde bylo získávání zásob a vody. Dne 25. října 1147 se u Dorylea střetla unavená křižácká armáda s tureckým vojskem a byla rozprášena. Sotva desetině výpravy se podařilo probít zpátky k Nikai. Zde Konrád vyčkal příchodu francouzské výpravy, ke které se zbytek německé výpravy připojil. Po dosažení Svaté země se spojená německá a francouzská výprava spolu s vojskem jeruzalémského království rozhodla k útoku na Damašek. Přes křižáckou převahu útok nedosáhl svého cíle a po zprávě, že se blíží turecké vojsko vedené aleppským vládcem Núr ad-Dínem, křižáci raději ustoupili.
Po neúspěchu útoku na Damašek přijal císař Konrád III. pozvání k byzantskému dvoru. V Konstantinopoli uzavřel alianci s byzantským císařem Manuelem. Výsledkem této aliance pro Babenberky byl sňatek Jindřicha s neteří byzantského císaře Theodorou.
| „                  | ...Vy Němci, nechejte zaznít písně a roztleskejte své dlaně, chystejte se k tanci a radostem bez konce. Vždyť vévoda, králův bratr, byl nyní přijat do panovnického domu basilea... | “ |
| — byzantský básník | |   |

Přes uzavřené dohody se příliš nezměnil názor byzantského dvora na „kulturní méněcennost“ západních barbarů a dvorní dámy považovaly sňatek Theodory za neštěstí a byly zhrozeny, že tak jemné stvoření má být „obětováno“ nestvůře ze Západu.
Příměří uzavřené mezi Štaufy a Welfy vypršelo po Konrádově návratu z křížové výpravy na jaře 1149 a brzy poté se rozhořely nové boje. V nich se králi podařilo vynutit si převahu nad Welfem VI. a ten nakonec roku 1150 kapituloval. Mezitím ale dospěl jeho synovec Jindřich Lev, který se podrobit odmítl. K dalšímu měření sil už ale nedošlo, protože 15. února 1152 Konrád zemřel. Nově zvolený král Fridrich Barbarossa byl po otci Štauf a po matce Welf a se svými welfskými příbuznými měl mnohem lepší vztahy než jeho předchůdce (a strýc) Konrád. Zlepšení vztahů k Welfům však zároveň věštilo blížící se konec babenberské vlády v Bavorsku. Když se Jindřich Jasomirgott bez ohledu na předvolání nedostavil na dvorský sjezd v Goslaru v červnu roku 1154, Barbarossa na základě rozhodnutí knížat přiznal nárok na vévodství Bavorské Jindřichu Lvovi. Faktickým vládcem Bavorska ale stále zůstával Jindřich II. Jasomirgott. Nedůvěra ke králi Fridrichovi také způsobila, že se Jindřich nezúčastnil jeho římské jízdy. Po návratu z Itálie se císař Fridrich Barbarossa několikrát znovu sešel s Jindřichem ve snaze konečně vyřešit bavorskou otázku.

### Privilegium minus
Aby zmírnil napětí mezi Štaufy a Welfy přislíbil Fridrich Barbarossa Jindřichu Lvovi vrácení bavorského vévodství a aby odškodnil Jindřicha Jasomirgotta, kterému Bavorsko propůjčil Konrád III., oddělil rakouskou marku definitivně od Bavorska, potvrdil mu její držbu a povýšil jí na vévodství.
Dne 17. září 1156 obdržel Jindřich od císaře Fridricha Barbarossy důležité Privilegium minus, které mimo jiné zaručovalo Babenberkům dědičné právo k Rakousům v mužské i ženské linii. Privilegium na sněmu v Řezně slavnostně vyhlásil český kníže Vladislav.
| „                 | ...Potom dorazil císař a setkal se v půli cesty se svým strýcem Jindřichem, jehož stany byly vzdáleny dvě německé míle. V polním táboře za přítomnosti předních a mocných sjednali mnohé. A toto byl, pokud si dobře vzpomínám, hlavní obsah jejich úmluvy: ten na léta starší z Jindřichů (Jasomirgott) vydal císaři sedm korouhví a tím se zřekl vévodství bavorského. Poté, co byly korouhve předány mladšímu (Jindřichu Lvovi), vrátil tento dvě z nich císaři a vzdal se tak Východní marky a všech odpradávna k ní příslušejících hrabství. Z této marky a hrabství - říká se, že byly tři - pak císař podle výroku knížat učinil vévodství, které předal jemu (Jasomirgottovi) a jeho manželce na věčné časy, což stvrdil svým privilegiem... | “ |
| — Ota z Freisingu | |   |

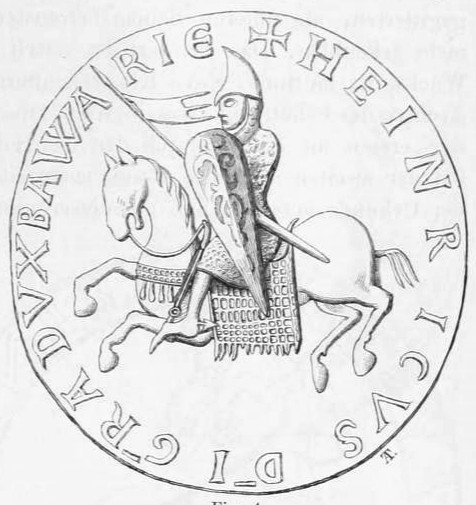
JIndřichova pečeť

Přes velkorysé svobody mělo uvedené privilegium jen velmi omezený dosah, protože horní regál, mincování, ochranu Židů, lovecké a rybářské právo stále „vlastnil“ císař. Situaci Babenberků v Rakousku ztěžovalo i to, že zde nevlastnili stabilní majetkové zázemí. Sice vlastnili majetek v Bavorsku, ale v Rakousku se jim významnější majetky podařilo získat až v následujících letech a teprve poté se stali skutečnými pány rakouského vévodství.

### Rakouským vévodou
V polovině 12. století Jindřich zahájil proměnu do té doby provinční Vídně v reprezentativní sídlo a nechal zde vystavět palác s kaplí. V roce 1155 přivedl také do Vídně iroskotské benediktiny, kteří zde založili Skotský klášter.
Rakouský vévoda Jindřich se v roce 1158 zúčastnil tažení císaře Fridricha Barbarossy proti severoitalským městům a především proti Milánu.
| „            | Jindřich, vévoda rakouský, učinil útok na svou bránu, i strhla se z toho bitva od třetí hodiny denní až do noci trvající; z obou stran přemnozí byli poraženi, ohně před bránu samo metány, jež Mediolanští, hájíce se statně, uhasínali. Takovým tancem a rejdem byli Mediolanští se všech stran svíráni; císař pán pak neopomenul každého dne obcházeti s vojskem Mediolan, aby nikdo neunikl. | “ |
| — Vincencius | |   |

Velkou ztrátu pro vévodu Jindřicha znamenala úmrtí jeho dvou mladších bratří, kteří zastávali významné církevní funkce. Ota, biskup ve Freisingu, zemřel 22. září 1158 a salcburský arcibiskup Konrád 28. září 1168.
Když byl v červnu 1174 na sněmu v Řezně zbaven svého úřadu salcburský arcibiskup Vojtěch, byl jeho strýc Jindřich jediným, kdo proti tomu protestoval a kdo se Vojtěcha zastal.

### Konec vlády a smrt
V sedmdesátých letech došlo k pohraničnímu sporu mezi Čechy a Rakušany. Postupující kolonizace z Rakouska posouvala jižní hranici Čech (Vitorazsko) hlouběji do českého vnitrozemí. Český kníže Soběslav II. vyzval Jindřicha, aby mu vydal neprávem osídlená území. Následující spor, kdy obě strany tvrdily, že území patří jim, se Soběslav rozhodl řešit vojensky. Spojil se s uherským králem, štýrským markrabětem Otakarem a moravským údělným knížetem Konrádem a společně několikrát vyplenili Rakousy až k Dunaji a vypálili klášter Zwettl. Jindřichovi synové Leopold a Jindřich ml. sice v odvetu vpadli krátce na Moravu, ale jejich akce nedosáhla výraznějšího úspěchu. Zvláště pak, když zanedlouho poté, 29. listopadu 1176 si vévoda Jindřich II. při pádu s koně zlomil nohu a 13. ledna 1177 tomuto zranění podlehl. Byl pohřben ve Skotském klášteře ve Vídni, který sám v roce 1155 založil.